# Austin Powers: International Man of Mystery
Austin Powers: International Man of Mystery é um filme estadunidense de 1997, do gênero comédia, dirigido por Jay Roach, com roteiro de Mike Myers, que também estrela a série no papel-título e Dr. Evil, arqui-inimigo de Powers. Os papéis de apoio incluem Elizabeth Hurley, Robert Wagner, Seth Green e Michael York. Primeiro filme da série de filmes Austin Powers, é uma paródia dos primeiros filmes de James Bond (particularmente aqueles estrelados por Sean Connery) bem como de outros filmes de espionagem e demais elementos da cultura popular da década de 1960.
O filme, que custou US$16,5 milhões, estreou em 2 de maio de 1997, arrecadando US$53 milhões em seu lançamento na América do Norte e mais de US$67 milhões em todo o mundo. O filme gerou duas sequências, Austin Powers: The Spy Who Shagged Me (1999) e Austin Powers in Goldmember (2002).
Nos anos seguintes ao lançamento em 2002 de Austin Powers in Goldmember, Myers discutiu a possibilidade de um quarto filme.

## Sinopse
Na década de 1960, o agente Austin Powers foi congelado depois que seu maior inimigo, o Dr. Evil, fugiu em uma nave espacial. De volta aos anos 90, o agente e seu inimigo voltam a se enfrentar e, ao mesmo tempo, têm que se adaptar aos novos tempos.

## Elenco
- Mike Myers.... Austin Powers / Dr. Evil
- Elizabeth Hurley.... Vanessa Kensington
- Robert Wagner.... Número Dois
- Seth Green.... Scott Evil
- Mindy Sterling.... Frau Farbissina
- Michael York.... Basil Exposition
- Fabiana Udenio.... Alotta Fagina
- Will Ferrell.... Mustafa
- Mimi Rogers.... Mrs. Kensington, mãe de Vanessa e agente secreto nos anos 1960
- Joe Son.... Random Task
- Paul Dillon.... Patty O'Brien, um assassino irlandês
- Charles Napier.... comandante Gilmour
- Elya Baskin.... general Borschevsky
- Clint Howard.... operador de radar Johnson
- Tom Arnold.... texano sem créditos
- Carrie Fisher.... terapeuta de grupo
- Larry Thomas.... revendedor de cassinos
- Burt Bacharach.... ele mesmo
- Michael McDonald.... Steve (capanga esmagado por um rolo-compressor)
- Cindy Margolis.... Fembot
- SGC Belfry Ted Nude-Gent .... Mr. Bigglesworth
- Neil Mullarkey.... funcionário da intendência
- Priscilla Presley.... sem informações da personagem

Cenas deletadas:
- Lois Chiles.... madrasta de Steve
- Rob Lowe.... amigo sem nome de John Smith.
- Christian Slater.... guarda de segurança idiota

## Produção

### Inspiração
Mike Myers criou o personagem Austin Powers para a falsa banda de rock dos anos 60, Ming Tea, que Myers começou com Matthew Sweet e Susanna Hoffs após sua passagem pelo Saturday Night Live no início dos anos 90. Myers disse que o filme e o personagem foram inspirados nos filmes, músicas e comédias britânicas das décadas de 1960 e 70 que seu pai o apresentou quando criança. "Depois que meu pai morreu em 1991, eu estava avaliando sua influência sobre mim como pessoa e sua influência sobre mim com a comédia em geral. Então Austin Powers foi uma homenagem a meu pai, que [me apresentou] James Bond, Peter Sellers, Beatles, The Goodies, Peter Cook e Dudley Moore". Dana Carvey sentiu que Myers copiava a impressão de Carvey de Lorne Michaels para o personagem Dr. Evil.

### Elenco
Myers procurou Jim Carrey para interpretar Dr. Evil, pois seu plano inicial não era interpretar vários personagens da série. Carrey estava interessado, mas teve que recusar o papel devido a agendar conflitos com Liar Liar. Myers estimou que 30-40% do filme foi improvisado. Os locais de filmagem incluíram Riviera Hotel and Casino e Stardust Resort and Casino em Winchester, Nevada.

## Lançamentos de vídeos domésticos
Austin Powers: International Man of Mystery foi lançado em DVD da região 1, com versões widescreen e fullscreen nos lados opostos do disco. A transferência widescreen é incomum, pois é uma versão modificada da proporção do cinema: apesar de ter sido filmada na proporção 2.39:1, em DVD é apresentada como proporção 2:1, "conforme especificado pelo diretor", conforme a embalagem do disco. O filme foi apresentado na proporção correta do cinema pela primeira vez quando foi lançado em Blu-ray, na Austin Powers Collection.
Todas as versões do filme lançadas em vídeo caseiro (incluindo VHS) têm dois finais alternativos e um conjunto de cenas excluídas. As versões em DVD e Blu-ray também apresentam um comentário. No entanto, todas as versões americanas do filme são do tipo PG-13, com edições no humor/idioma sexual. As versões internacionais são sem cortes.

## Legado
Em seu site oficial, o Ministério da Justiça do Reino Unido revelou que toda semana eles têm uma pessoa que quer mudar seu nome do meio para 'Danger' - alegando que isso foi inspirado pela frase em Man of Mystery: "Danger é meu nome do meio!" (Esta frase, no entanto, era de uso comum há muitos anos antes do filme: pode ser encontrada em The Cactus Wildcat (1954), de James Wallerstein, e The Trumpet of the Swan (1970), de E.B. White.
Daniel Craig, que interpreta James Bond na tela desde 2006, creditou à franquia Austin Powers o tom relativamente sério dos filmes posteriores de Bond. "Tivemos que destruir o mito porque Mike Myers nos fodeu", disse Craig em uma entrevista em 2014, tornando "impossível fazer piadas" de filmes anteriores de Bond que Austin Powers satirizou.

## Recepção
Austin Powers: International Man of Mystery recebeu críticas positivas. O filme obteve uma taxa de aprovação de 70% no Rotten Tomatoes, com base em 60 críticas, com uma classificação média em 6,4/10. O consenso crítico do site diz: "Uma comédia leve e pateta que dá risadas, principalmente devido a performances e roteiros de Myers". O filme estreou no segundo lugar nas bilheterias com US$9,5 milhões. O crítico do Time Out New York, Andrew Johnston, observou: "O maior trunfo do filme é seu tom gentil: rejeitando o cinismo presunçoso das paródias do estilo Naked Gun, ele nunca perde a ingenuidade sincera da era psicodélica".

## Principais prêmios e indicações
Prêmio Saturno 1998 (Academy of Science Fiction, Fantasy & Horror Films, EUA)
- Venceu na categoria de melhor filme de fantasia[29]
- Indicado na categoria de melhor figurino[30]

MTV Movie Awards 1998 (EUA)
- Venceu na categoria de melhor seqüência de dança e melhor vilão (Mike Myers)[31]
- Indicado na categoria de melhor filme e melhor atuação em comédia (Mike Myers)[31]